# Brittany Murphy

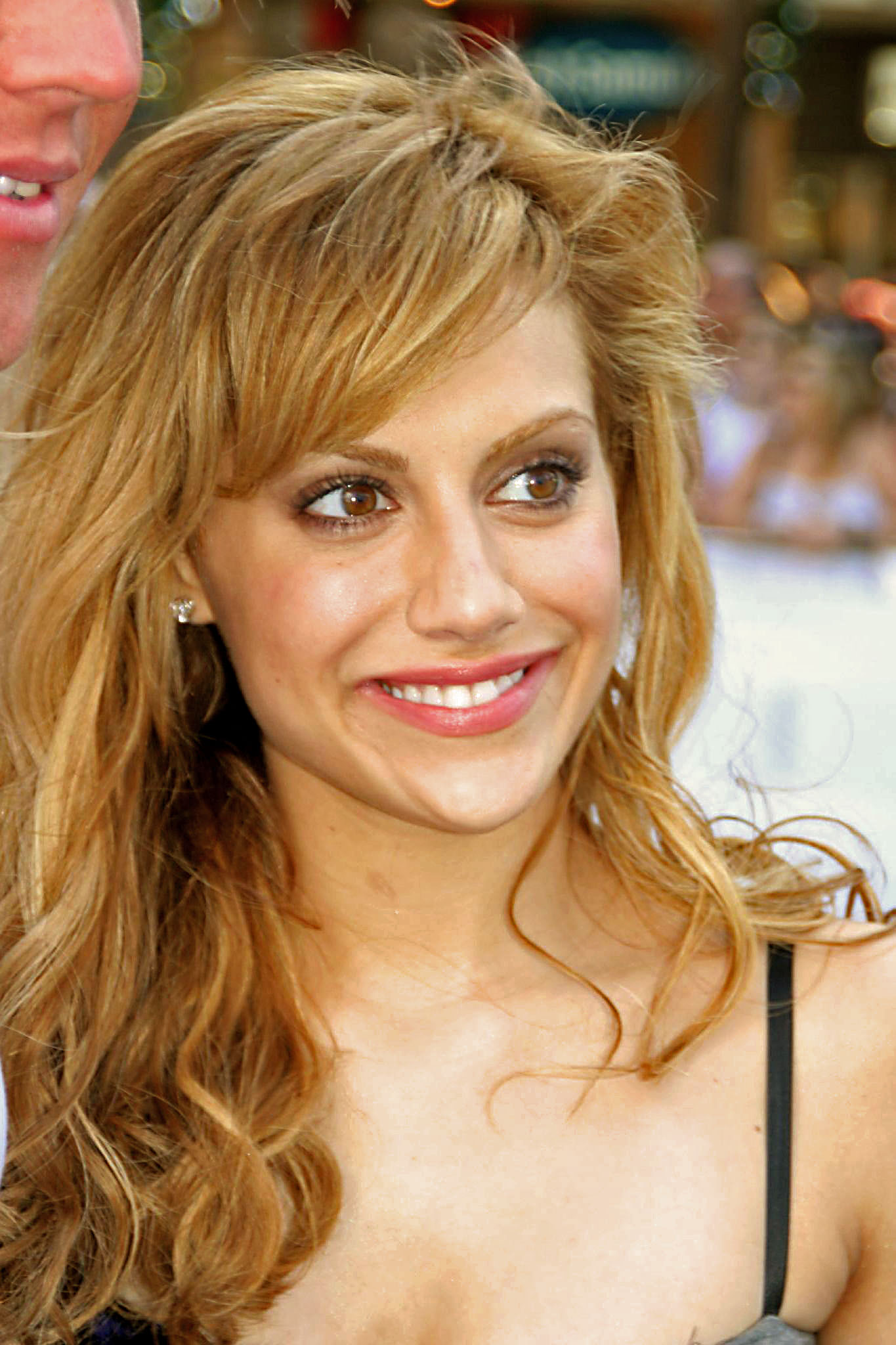
Brittany Murphy bei der Premiere von Happy Feet in Australien im Dezember 2006

Brittany Anne Murphy-Monjack (* 10. November 1977 als Brittany Anne Bertolotti in Atlanta, Georgia; † 20. Dezember 2009 in Los Angeles, Kalifornien) war eine US-amerikanische Schauspielerin, Musikerin und Synchronsprecherin. Sie stand bereits im Alter von dreizehn Jahren für Werbespots vor der Kamera. Der internationale Durchbruch gelang ihr als Nebendarstellerin in Filmen wie Clueless – Was sonst! und Durchgeknallt.

## Leben
Brittany Murphy wurde als Brittany Bertolotti in Atlanta geboren und wuchs in Edison im US-Bundesstaat New Jersey bei ihrer Mutter Sharon Murphy auf. Durch ihren Vater besaß Murphy italienische Wurzeln, die Vorfahren ihrer Mutter stammen aus Irland. Der Schauspieler Dominic Pace ist ihr Cousin. Bereits im Alter von neun Jahren stand sie auf der Bühne regionaler Theater. Vier Jahre später folgten Auftritte in Fernseh-Werbespots.
2003 lernte Murphy bei den Dreharbeiten zu Voll verheiratet ihren Kollegen Ashton Kutcher kennen, mit dem sie anschließend liiert war. Das Paar trennte sich nach sieben Monaten.
Am 5. Mai 2007 heiratete Murphy den Drehbuchautor Simon Monjack.

## Tod
Am 20. Dezember 2009 gegen 8 Uhr Ortszeit wurde Murphy von ihrer Mutter Sharon bewusstlos in der Dusche ihres Hauses aufgefunden. Nach vergeblichen Wiederbelebungsversuchen durch die herbeigerufenen Rettungskräfte wurde im Krankenhaus um 10:04 Uhr ihr Tod festgestellt. Als Todesursache wurde nur Herzversagen angegeben. Sie wurde 32 Jahre alt und am 24. Dezember 2009 im Forest Lawn Memorial Park beigesetzt. 
Am 4. Februar 2010 teilten die Gerichtsmediziner in Los Angeles mit, dass der Tod auf eine Lungenentzündung, die Einnahme mehrerer Medikamente und auf eine Eisenmangelanämie zurückzuführen sei. Ende Juli 2010 verbreitete sich die Ansicht, dass sich möglicherweise Schimmel in ihrem Haus ausgebreitet und zu ihrem Tod geführt habe. Nach kurzer Zeit wurde diese Theorie jedoch durch die Familie der Verstorbenen sowie durch Untersuchungen des Gesundheitsamtes entkräftet. Der abschließende Befund der Gerichtsmedizin beschreibt ihren Tod als Folge falscher Selbstmedikation gegen eine vermutete Grippe, wobei die von ihr eingenommenen rezeptfreien Medikamente die tatsächliche, nicht erkannte Lungenentzündung eher verschlimmert hätten.
Am 23. Mai 2010 wurde ihr Witwer Simon Monjack tot in seinem Haus in Hollywood aufgefunden. Auch bei ihm wurde als Todesursache zunächst Herzversagen diagnostiziert und auch er wurde von Murphys Mutter bewusstlos aufgefunden. Monjack wurde am 27. Mai 2010 neben seiner Frau in Los Angeles beerdigt.
Murphys Vater Angelo Bertolotti äußerte wiederholt öffentliche Zweifel an der offiziellen Todesursache. Im Jahr 2013 will er mittels eines toxikologischen Gutachtens bewiesen haben, dass sowohl Brittany als auch ihr Ehemann mit Schwermetall vergiftet worden seien. Wenige Wochen später äußerte er den Verdacht, dass seine Exfrau Sharon, Brittanys Mutter, ihre Tochter und den Schwiegersohn aus Habgier vergiftet habe, um als Alleinerbin über das Vermögen der Schauspielerin verfügen zu können. Der Toxikologe Bruce Goldberger von der University of Florida gab an, da keine Linien an den Fingernägeln der Schauspielerin gefunden worden seien, sei eine Vergiftung mit Schwermetall unwahrscheinlich, da diese ein wichtiges Merkmal bei einer Vergiftung sind.

## Schauspielkarriere

### Anfänge
Um die Schauspielkarriere ihrer Tochter zu fördern, zog Sharon Murphy 1991 mit ihr nach Burbank, Kalifornien. Dort bekam Murphy eine Rolle in der Fernsehserie Drexell’s Class an der Seite von Dabney Coleman, Cleavant Derricks und Jason Biggs. Die Serie wurde bereits nach einer Staffel abgesetzt, stellte für Murphy jedoch ein Karrieresprungbrett dar. Sie war anschließend in vielen erfolgreichen Fernsehserien wie Murphy Brown, Blossom oder Parker Lewis – Der Coole von der Schule als Gastdarstellerin zu sehen. 1993 bekam sie eine Nebenrolle in dem Spielfilm Family Affairs – Mein Vater der Spieler und gab an der Seite von Joe Mantegna und Anne Archer ihr Leinwanddebüt.

### 1995–2000: Durchbruch
Der internationale Durchbruch gelang ihr 1995, wiederum in einer Nebenrolle, in dem Film Clueless – Was sonst! an der Seite von Alicia Silverstone. Aufgrund des großen Erfolgs wurde die Fernsehserie Clueless – Die Chaos-Clique entwickelt. In dieser erschien Murphy jedoch nur in einer Gastrolle.
Murphy war weiterhin als Neben- und Gastdarstellerin in Fernsehserien wie Das Leben und Ich, seaQuest DSV oder Nash Bridges zu sehen. 1996 stand sie neben Kiefer Sutherland und Reese Witherspoon in dem Film Freeway vor der Kamera. Zusammen mit Sidney Poitier war sie 1998 in dem Fernsehfilm David and Lisa zu sehen. Im selben Jahr wurde sie für Danny Cannons Film Phoenix – Blutige Stadt besetzt und spielte an der Seite von Christopher Walken und Russell Wong in God’s Army II – Die Prophezeiung.
1999 war Murphy an der Seite ihrer Kollegin Kirsten Dunst in einer Hauptrolle zu sehen. Der Fernsehfilm Des Teufels Rechnung erzählt die Geschichte eines Mädchens, das in die Vergangenheit des Zweiten Weltkriegs zurückversetzt wird und so das Leben im KZ Auschwitz-Birkenau erlebt. Ebenfalls 1999 spielte die Schauspielerin die Insassin einer psychiatrischen Klinik in dem Film Durchgeknallt. Neben Winona Ryder und Angelina Jolie verkörperte sie die an Bulimie erkrankte Daisy Randone, die zunächst als geheilt aus der Klinik entlassen wird, sich aber nach dem Besuch zweier ehemaliger Mitinsassinnen das Leben nimmt.

### 2001–2007: Erfolge
2001 stand Murphy unter anderem in der Teeniekomödie Summer Catch mit Freddie Prinze junior und Jessica Biel sowie in der Tragikomödie Unterwegs mit Jungs an der Seite von Drew Barrymore und Steve Zahn vor der Kamera. Die Darsteller des Films von Regisseurin Penny Marshall wurden durchweg gelobt. In Gary Fleders Thriller Sag’ kein Wort war Murphy in der Rolle einer psychisch labilen Frau zu sehen, die als Jugendliche Zeugin des Mordes an ihrem Vater wurde. Der Psychiater Nathan R. Conrad, gespielt von Michael Douglas, versucht Zugang zu Elisabeth Burrows zu bekommen, um einen Juwelenraub aufzuklären. Für ihre überzeugende Darstellung wurde die Schauspielerin für einen Satellite Award nominiert.
2002 spielte sie die Freundin des Rappers Eminem in dem Film 8 Mile und war im selben Jahr auch in dem Independent-Film Spun an der Seite von Jason Schwartzman, Mickey Rourke und Mena Suvari als Nikki zu sehen.
2003 folgten Hauptrollen in der Komödie Voll verheiratet mit Ashton Kutcher sowie als verwöhntes Partygirl in Uptown Girls – Eine Zicke kommt selten allein mit Dakota Fanning. Eine weitere Hauptrolle verkörperte sie als angehende Fernsehmoderatorin in Die Ex-Freundinnen meines Freundes an der Seite von Holly Hunter und Kathy Bates. Ihre Darstellung brachte Murphy eine Nominierung für den Teen Choice Award.
2005 war sie als Kellnerin Shellie in der Comic-Verfilmung Sin City zu sehen. Ein Jahr später spielte sie die Hauptrolle in der britischen Komödie Love and Other Disasters sowie das Mordopfer Krista im Independentfilm Dead Girl.

### 2008–2009: Aktivitäten bis zu ihrem Tod
Nach einer kurzen Schauspielpause bekleidete sie 2008 in der Komödie The Ramen Girl sowie ein Jahr später im Thriller Across the Hall und im Horrorfilm Deadline jeweils Hauptrollen. Nach ihrem Tod wurden in den USA die DVDs von Deadline aus zahlreichen Ladenketten entfernt, da Murphy auf dem Cover und auf Werbeplakaten leblos in einer Badewanne liegend zu sehen war. Ihre letzten Rollen spielte sie in den Thrillern Ohne jede Spur – wo sie an der Seite von Dean Cain und Mimi Rogers eine Frau verkörpert, deren Mann verschwunden ist – und Something Wicked. Ohne jede Spur wurde im August 2010 in den USA als Direct-to-Video-Produktion veröffentlicht, Something Wicked wurde am 25. August 2011 in den USA veröffentlicht.

### Theaterarbeit
Neben ihrer Arbeit als Darstellerin vor der Film- und Fernsehkamera war Murphy auch auf der Bühne zu sehen. Sie spielte von 1997 bis 1998 am Broadway in dem Stück A View from the Bridge (dt. Blick von der Brücke) von Arthur Miller. An der Seite von Anthony LaPaglia und Allison Janney verkörperte sie die Rolle der Catherine.

## Synchrontätigkeit
Murphy war häufig als Synchronsprecherin zu hören. So lieh sie seit 1997 Luanne Platter, einer Hauptfigur in der Zeichentrickserie King of the Hill, ihre Stimme und wurde hierfür 2004 mit dem Annie Award ausgezeichnet. Weitere Sprechrollen hatte sie unter anderem in dem 2006 entstandenen Animationsfilm Happy Feet und dem Zeichentrickfilm Futurama: Die Ära des Tentakels aus dem Jahr 2008. Auch in dem Videospiel Getting Up: Contents Under Pressure ist die Stimme der Schauspielerin zu hören.

## Musikkarriere
In den frühen 1990er Jahren war Murphy Frontsängerin der Band Blessed With Soul, in der auch Schauspielkollege Eric Balfour Mitglied war. In den Musikvideos „A Little Respect“ der Band Wheatus und „Closest Thing to Heaven“ von Tears for Fears ist sie als Darstellerin zu sehen. Sie wirkte außerdem als Sängerin bei Faster Kill Pussycat von DJ Paul Oakenfold mit. Das Lied war ein Nummer-eins-Dance-Club-Hit in den USA und erreichte Platz sieben in den britischen Singlecharts. Sowohl in Die Ex-Freundinnen meines Freundes als auch im Animationsfilm Happy Feet hatten die von ihr gesprochenen Hauptfiguren einen Gesangspart.

## Filmografie

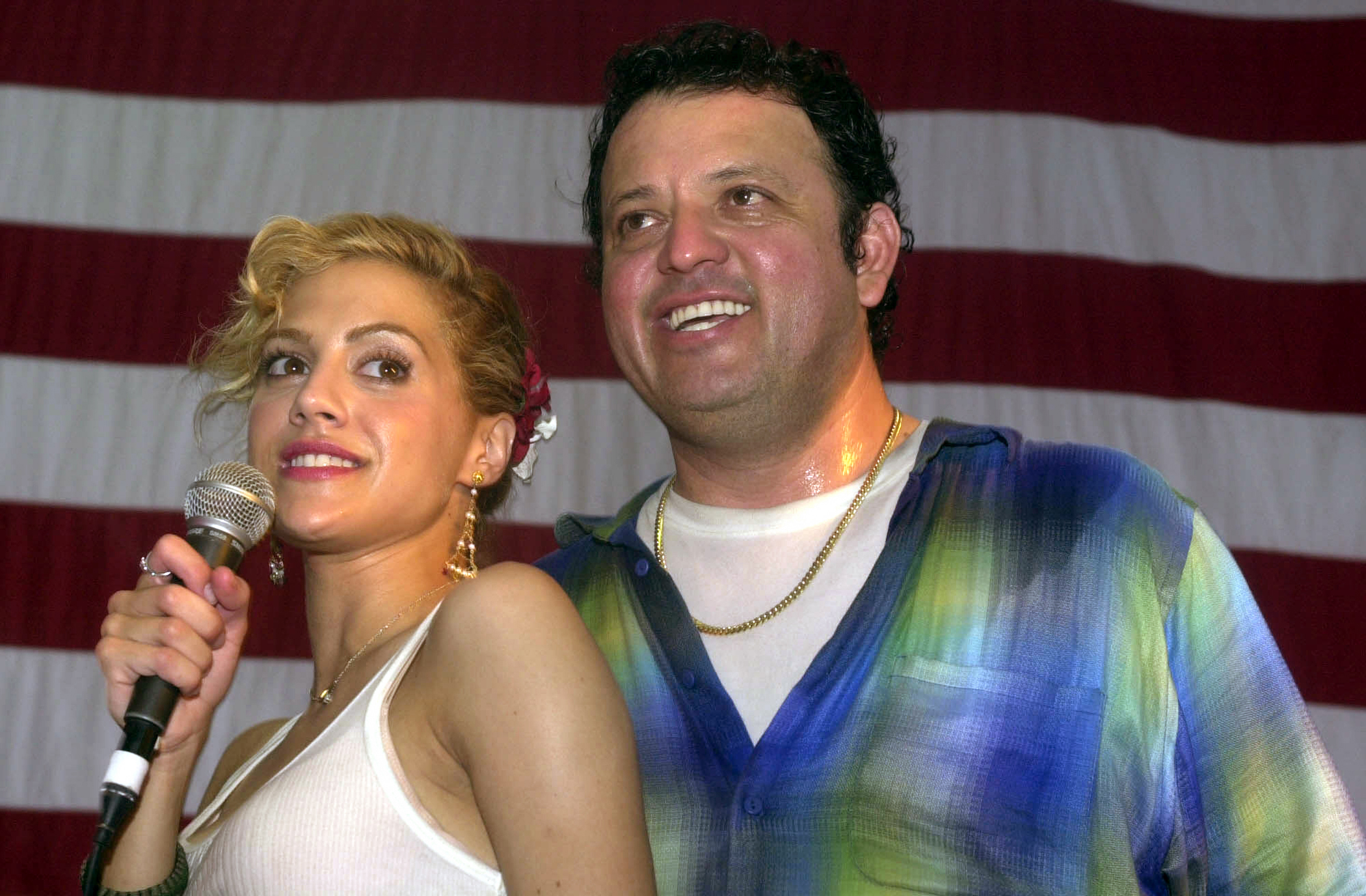
Brittany Murphy zusammen mit Paul Rodriguez bei einem Auftritt vor US-amerikanischen Truppen im Persischen Golf 2003

### Als Darstellerin
Murphy hatte keine feste deutsche Synchronsprecherin. Sie wurde häufig von Uschi Hugo oder Melanie Hinze gesprochen. In Sin City lieh ihr die deutsche Schauspielerin Tanja Geke ihre Stimme.
- 1991: Murphy Brown (Fernsehserie, 1 Folge)
- 1991–1992: Die Klasse von Drexell (Drexell’s Class, Fernsehserie, 18 Folgen)
- 1992: Kids Incorporated (Fernsehserie, 1 Folge)
- 1992: Parker Lewis – Der Coole von der Schule (Parker Lewis Can’t Lose, Fernsehserie, 1 Folge)
- 1993: Family Affairs – Mein Vater der Spieler (Family Prayers)
- 1993: Alle meine Kinder (Almost Home, Fernsehserie, 13 Folgen)
- 1993: Blossom (Fernsehserie, 1 Folge)
- 1994: Frasier (Fernsehserie, 1 Folge)
- 1994–1995: Sister, Sister (Fernsehserie, 6 Folgen)
- 1994: Party of Five (Fernsehserie, 2 Folgen)
- 1995: Clueless – Was sonst! (Clueless)
- 1995: Das Leben und Ich (Boy Meets World, Fernsehserie, 2 Folgen)
- 1995: Der Marshal (The Marshal, Fernsehserie, 1 Folge)
- 1995: seaQuest DSV (Fernsehserie, 1 Folge)
- 1995: Murder One – Der Fall Jessica (Murder One, Fernsehserie, 1 Folge)
- 1996: Freeway
- 1996: Doppeltes Risiko (Double Jeopardy, TV-Film)
- 1996: Nash Bridges (Fernsehserie, 1 Folge)
- 1996: Clueless – Die Chaos-Clique (Clueless, Fernsehserie, 1 Folge)
- 1997: Bongwater
- 1997: Drive – Keiner schlägt härter (Drive)
- 1998: Falling Sky
- 1998: God’s Army II – Die Prophezeiung (The Prophecy II)
- 1998: Phoenix – Blutige Stadt (Phoenix)
- 1998: Zack & Reba
- 1998: David and Lisa (Fernsehfilm)
- 1999: Des Teufels Rechnung (The Devil’s Arithmetic, Fernsehfilm)
- 1999: Gnadenlos schön (Drop Dead Gorgeous)
- 1999: Durchgeknallt (Girl, Interrupted)
- 2000: Common Ground (Fernsehfilm)
- 2000: Trixie
- 2000: Angels!
- 2000: Sex oder stirb (Cherry Falls)
- 2000: The Audition (Kurzfilm)
- 2001: Seitensprünge in New York (Sidewalks of New York)
- 2001: Summer Catch – Auf einen Schlag verliebt (Summer Catch)
- 2001: Sag’ kein Wort (Don’t Say a Word)
- 2001: Unterwegs mit Jungs (Riding in Cars with Boys)
- 2002: Spun – Leben im Rausch (Spun)
- 2002: Something in Between (Kurzfilm)
- 2002: 8 Mile
- 2003: Voll verheiratet (Just Married)
- 2003: Uptown Girls – Eine Zicke kommt selten allein (Uptown Girls)
- 2004: Die Ex-Freundinnen meines Freundes (Little Black Book)
- 2005: Sin City
- 2005: Neverwas
- 2006: The Boys Are Back in Town – Die Freunde des Bräutigams (The Groomsmen)
- 2006: Love and Other Disasters
- 2006: Dead Girl (The Dead Girl)
- 2008: The Ramen Girl
- 2009: Deadline – Stell Dich Deiner Angst (Deadline)
- 2009: Nora Roberts – Ein Haus zum Träumen (Tribute, Fernsehfilm)
- 2009: Across the Hall
- 2009: Final Day – Das Ende der Welt (Megafault, Fernsehfilm)
- 2010: Ohne jede Spur (Abandoned)
- 2014: Something Wicked (2009 abgedreht, doch erst 2014 veröffentlicht)

### Als Synchronsprecherin
- 1997–2009: King of the Hill (Zeichentrickserie, 254 Folgen)
- 1999–2000: Pepper Ann (Zeichentrickserie, 4 Folgen)
- 2003: In tierischer Mission (Good Boy!)
- 2006: Happy Feet
- 2008: Futurama – Die Ära des Tentakels (Futurama: The Beast with a Billion Backs)

## Musikvideos
- 2001: Wheatus – A Little Respect
- 2002: Eminem – Lose Yourself
- 2004: Tears for Fears – Closest Thing To Heaven
- 2006: Paul Oakenfold feat. Brittany Murphy – Faster Kill Pussycat

## Auszeichnungen
Teen Choice Award
- 2003: Nominierung als beste Hauptdarstellerin – Drama/Action Adventure für 8 Mile
- 2005: Nominierung als beste Hauptdarstellerin für Die Ex-Freundinnen meines Freundes

Young Artist Award
- 1996: Nominierung als beste junge Nebendarstellerin in einem Spielfilm für Clueless – Was sonst!
- 1999: Nominierung als beste junge Hauptdarstellerin in einem Fernsehfilm, Mini-Serie oder Special für David and Lisa
- 2000: Nominierung als beste junge Hauptdarstellerin in einem Spielfilm für Durchgeknallt

Annie Award
- 1997: Nominierung als beste Synchronstimme in einer Zeichentrickfernsehserie für King of the Hill
- 2000: Nominierung als beste Synchronstimme in einer Zeichentrickfernsehserie für King of the Hill (Episode 76)
- 2004: Auszeichnung als beste Synchronstimme in einer Zeichentrickfernsehserie für King of the Hill (Episode 164)

Weitere
- 2001: Nominierung für den Satellite Award als beste Nebendarstellerin für Sag kein Wort
- 2002: Auszeichnung mit dem Young Hollywood Award für Herausragende Leistung einer Jungschauspielerin[25]
- 2004: Nominierung für die Goldene Himbeere als Schlechteste Nebendarstellerin und Schlechteste Filmpaarung zusammen mit Ashton Kutcher für Voll verheiratet